# Zasilacz awaryjny

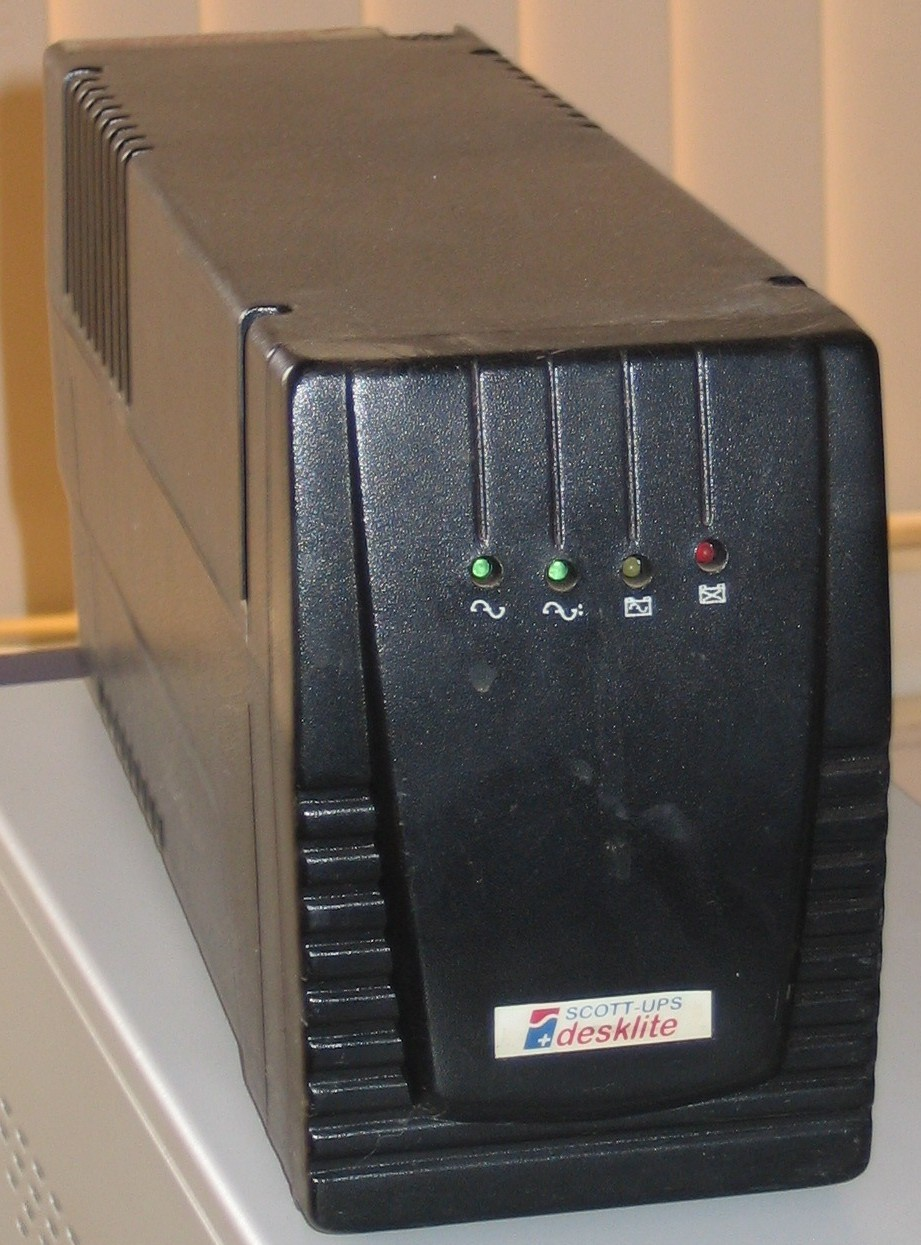
Zasilacz UPS

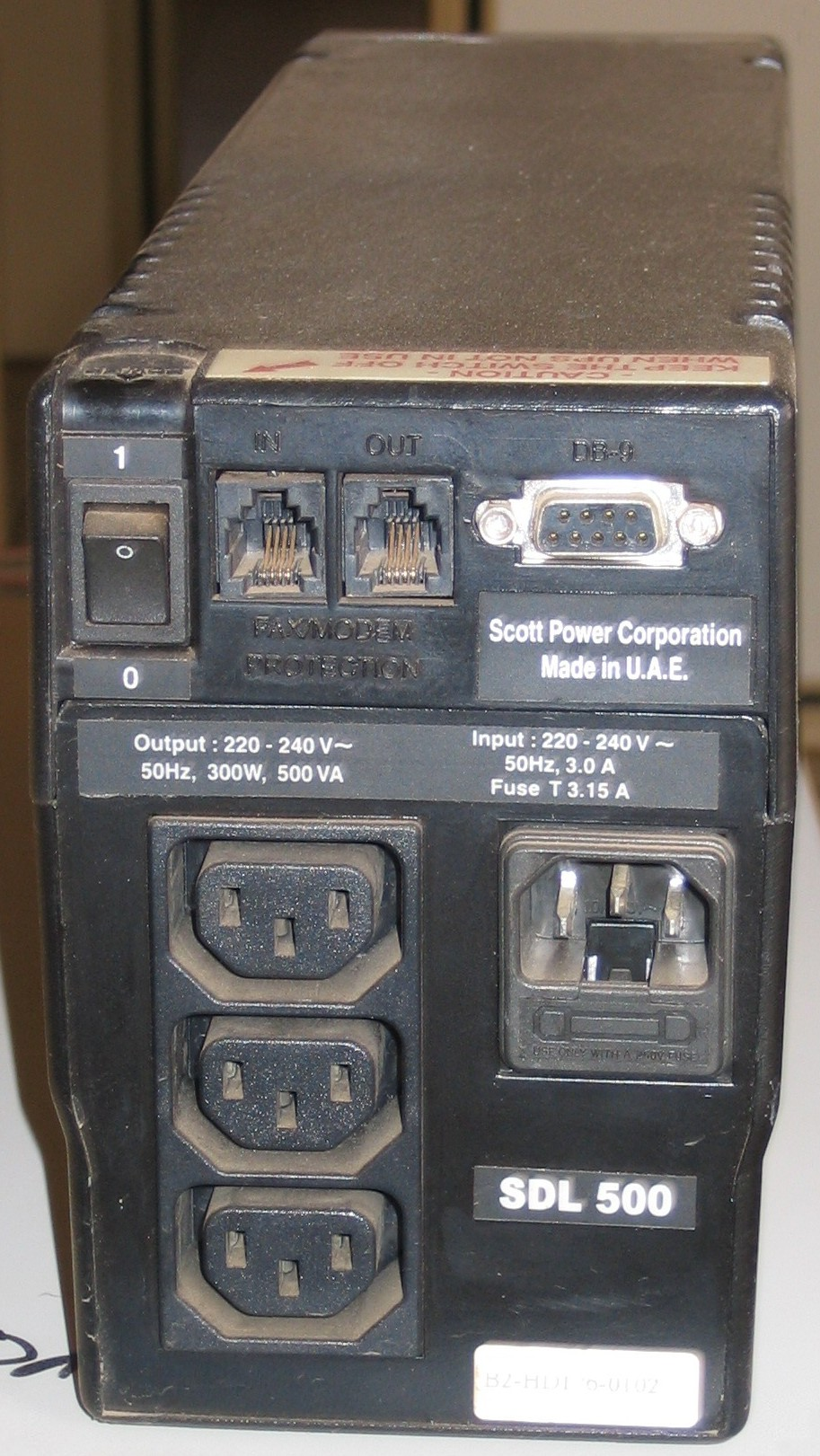
Zasilacz UPS

Zasilacz awaryjny, zasilacz bezprzerwowy, zasilacz UPS (ang. uninterruptible power supply – zasilacz bezprzerwowy) – urządzenie lub system, którego funkcją jest utrzymanie zasilania innych urządzeń elektrycznych lub elektronicznych w przypadku zaniku lub nieprawidłowych parametrów zasilania sieciowego.

## Opis
Ten typ zasilacza wyposażony jest najczęściej w akumulator, i w przypadku przerwy lub zakłóceń dostawy energii elektrycznej z sieci energetycznej urządzenie przełącza się na pracę z akumulatora. Czas podtrzymania napięcia wynosi od kilku minut do kilkudziesięciu godzin i zależy m.in. od obciążenia zasilacza oraz pojemności akumulatora.
Urządzenia tego typu stosowane są najczęściej do zasilania komputerów, a zwłaszcza serwerów. Dzięki ich zastosowaniu, w przypadku awarii zasilania zmniejsza się ryzyko utraty danych znajdujących się aktualnie w pamięci operacyjnej komputera, a nawet uszkodzenia urządzeń pamięci masowej. Urządzenia typu UPS znajdują także zastosowanie w przypadku konieczności bezawaryjnej pracy innych urządzeń, np. urządzeń medycznych.
W przypadku współpracy urządzeń typu UPS z komputerami, serwerami lub całymi sieciami komputerowymi UPS może sygnalizować występujące problemy z zasilaniem. Serwery i inne urządzenia mogą reagować na takie sygnały automatycznym zamykaniem systemu operacyjnego. Możliwa jest także stała kontrola parametrów zasilania. W pierwszych zasilaczach komunikację zapewniał prosty cyfrowy interfejs z kartą do slotu ISA, najczęściej umożliwiający sygnalizację ładowania akumulatorów i braku zasilania sieciowego. Komunikacja z innymi urządzeniami odbywa się przy pomocy interfejsu szeregowego RS-232 w starszych urządzeniach, nowsze urządzenia komunikują się przez sieć komputerową lub nowszą wersję interfejsu szeregowego – USB.
Zasilacze bezprzerwowe dostarczają najczęściej jednofazowego napięcia 230 V, zdarzają się też zasilacze trójfazowe 400 V. Czasami w przypadku dużych mocy i długiego działania akumulatory są wspomagane przez spalinowe agregaty prądotwórcze. Zasilacze dużych mocy stosowane są jako rozwiązania zasilające całe budynki lub kondygnacje wymagające takiego zabezpieczenia. Niejednokrotnie występuje separacja galwaniczna. W takim wypadku wszystkie urządzenia objęte zabezpieczeniem zasilane są z wydzielonego zasilania niewrażliwego na warunki zewnętrzne, w tym wyładowania atmosferyczne oraz zaniki napięcia. Najczęściej takim zasilaniem objęte są serwerownie, jednostki rządowe, pomieszczenia intensywnej opieki medycznej oraz sale operacyjne. Większość nowoczesnych UPS-ów umożliwia tzw. zimny start, czyli wymuszenie pracy akumulatorowej bez podłączania UPS-a do sieci zasilającej.
Moc zasilacza bezprzerwowego podawana jest jako moc pozorna mierzona w VA. Do zabezpieczenia stacji roboczych wystarczają zasilacze o mocy 300–500 VA (przy rozbudowanych stacjach roboczych mogą być potrzebne zasilacze o mocy nawet ponad 1000–1200 VA), natomiast serwery wymagają dużo większych mocy od 500 VA do mocy liczonych w dziesiątkach tysięcy VA.
Przed zbudowaniem tranzystorowych przetwornic mocy, podobną rolę pełniła przetwornica wirowa z kołem zamachowym. Silnik zasilany z sieci energetycznej napędzał prądnicę zasilającą ośrodek obliczeniowy. Po zaniku napięcia prądnica była napędzana energią zgromadzoną w kole zamachowym. Dodatkowo przetwornica stabilizowała napięcie.

## Typy UPS

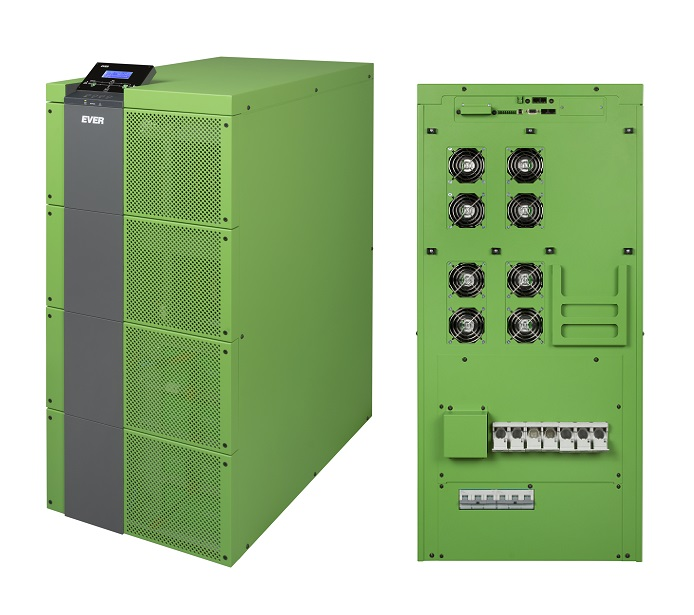
UPS Powerline 33 Green T produkcji Ever Power Systems

### Online
Całkowicie odseparowuje on układ podłączony na wyjściu od napięcia wejściowego, działa na zasadzie podwójnego przetwarzania, przemienne napięcie sieciowe przetwarzane jest na napięcie stałe w układzie prostownikowym, a następnie z tego stałego napięcia w układzie falownikowym jest wytwarzane napięcie przemienne. Układ taki zapewnia stabilne napięcie na wyjściu, niemal całkowicie odporne na zakłócenia i zaniki napięcia wejściowego. Prąd z zasilacza wejściowego prawie w całości zasila falownik. Przy normalnej pracy tylko niewielka jego część doładowuje akumulator, jednak po wystąpieniu zaniku napięcia i częściowym rozładowaniu akumulatora, musi być on ładowany znacznie większym prądem. Z tego powodu zasilacz UPSa jest obliczony do pracy falownika z pełna mocą z jednoczesnym doładowywaniem akumulatora po awarii. W razie zaniku napięcia sieciowego falownik będzie nadal zasilany z akumulatora, który cały czas jest do niego podłączony. Działanie układu jest zatem natychmiastowe i bez zakłóceń na wyjściu. Głównym zastosowaniem jest zasilanie urządzeń w warunkach dużych zakłóceń napięcia wejściowego. Ten typ UPS-a rzadko stosuje się przy mocach poniżej 750 VA, a prawie zawsze powyżej 5000 VA.

#### Zalety
- Bardzo duża odporność na zakłócenia napięcia wejściowego.
- Brak jakiejkolwiek przerwy w napięciu wyjściowym.
- Wbudowany układ do poprawy współczynnika mocy[1].

#### Wady
- Straty energii przy pracy sieciowej, a w związku z tym:
  - Mniejsza trwałość na skutek wyższej temperatury pracy.
  - Wyższy koszt eksploatacji.
  - Konieczność dodatkowego chłodzenia.
- Hałas stale pracującego falownika.
- Wysoki koszt początkowy (więcej części).

### Offline
Urządzenie podłączone do tego UPS-a zasilane jest bezpośrednio z sieci, zaś akumulatory są – w razie potrzeby – automatycznie podładowywane niewielkim prądem. W czasie normalnej pracy sieciowej zasilany jest jedynie układ sterowania, co minimalizuje straty energii. Napięcie zasilania jest cały czas monitorowane i w razie jego zaniku, zbytniego obniżenia lub podwyższenia układ sterowania (po czasie 2–10 ms) odłącza zasilanie z sieci i UPS przechodzi w stan pracy akumulatorowej. Pracę rozpoczyna falownik, który przekształca napięcie stałe z akumulatora w napięcie przemienne, podawane na wyjście.

Układ sterowania zapewnia synchronizację fazową falownika z siecią zasilającą. Synchronizacja taka jest bardzo cenna, ze względu na dużo niższe zakłócenia i przerwy napięcia wyjściowego w momencie przełączania z pracy sieciowej na akumulatorową i odwrotnie. Przy jej braku mogłoby się zdarzyć, że zanik napięcia nastąpiłby np. przy początku górnej połówki sinusoidy na wejściu, a falownik dawałby na wyjściu akurat początek dolnej połówki. Wówczas – nawet przy natychmiastowym przełączeniu na pracę akumulatorową – na wyjściu pojawiłyby się kolejno dwie ujemne połówki sinusoidy (zakładając, że falownik daje na wyjściu sinusoidę, co zdarza się rzadko – najczęściej jest to przebieg prostokątny). W najgorszym przypadku do opóźnienia przekaźnika mogłoby się dodać opóźnienie wynikające z nieodpowiedniej fazy startu falownika, a więc dodatkowe 10 ms (przy 50 Hz).
Ten typ UPS-a jest powszechnie stosowany do zabezpieczania domowych komputerów. Powyżej 5000 VA stosuje się go rzadko.

#### Zalety
- Niewielkie straty energii przy pracy sieciowej, a w związku z tym:
  - Większa trwałość na skutek niskiej temperatury pracy.
  - Niski koszt eksploatacji.
- Falownik hałasuje tylko w trybie awaryjnym.
- Mniejsza ilość części zwiększa niezawodność.
- Niski koszt początkowy (mało części).

#### Wady
- Zakłócenia napięcia wejściowego są obecne również na wyjściu.
- Opóźniona reakcja po zaniku napięcia (kilka milisekund). (Jeśli wyjście UPS-a podłączone jest do zasilacza impulsowego to przerwa do 10 ms nie ma znaczenia, gdyż obecne standardy wymagają utrzymanie napięcia wyjściowego co najmniej 10 ms przez każdy zasilacz impulsowy, a w praktyce czas ten wynosi 18 ms.)[1]
- Wprowadzanie zakłóceń napięcia wyjściowego w trakcie przełączania trybu pracy.

### Line-interactive
Takie oznaczenie sugeruje, że jest to ulepszony typ offline, który posiada jedną z następujących cech:
- Wykorzystanie transformatora falownika zarówno w pracy akumulatorowej jak i do doładowywania akumulatora w czasie pracy sieciowej.
- Stabilizację napięcia wyjściowego w trakcie pracy sieciowej – zob. typ Line-interactive AVR.

Czasem oznaczenie to jest nadużywane i oznacza jedynie synchronizację fazową falownika z siecią zasilającą, a czasem oznacza zwykły UPS typu Offline.

### Line-interactive AVR
Jest to ulepszony typ Offline. AVR to skrót od Automatic Voltage Regulator. Tłumacząc dosłownie otrzymamy „automatyczny stabilizator napięcia”. Zamiast klasycznego transformatora sieciowego zastosowano autotransformator z wieloma odczepami po stronie sieci zasilającej, dzięki czemu w razie ciągłej nadwyżki lub obniżki napięcia zasilania UPS może dowolnie długo utrzymywać nominalne napięcie na wyjściu bez przechodzenia do pracy akumulatorowej. Układ sterowania dobiera wówczas odpowiedni odczep uzwojenia aby skompensować różnicę napięcia. W czasie przełączania z jednego odczepu na inny następuje jednak krótki zanik napięcia na wyjściu, co dyskwalifikuje ten typ UPS-a do niektórych zastosowań.
Bardziej zaawansowane konstrukcje (wszystkich typów) są w stanie dostarczyć do centrum monitorowania informacji na temat swojego stanu pracy. W przypadku zaniku napięcia wejściowego może np. wysłać komunikat powiadamiający poprzez SNMP. W przypadku prac serwisowych można zdalnie sprawdzić stan urządzenia, np. poziom naładowania baterii, stan baterii, itp. Zaawansowane UPS-y mają możliwość podłączenia do sieci Ethernet, posiadają własny adres IP, poprzez który można się zalogować do interfejsu zarządzania poprzez http, https, telnet lub ssh. Starsze UPS-y mają możliwość podłączenia się do nich poprzez interfejsy szeregowe, np. USB, RS-232 lub RS-485.